# Coenosia tumida
Coenosia tumida är en tvåvingeart som beskrevs av Stein 1911. Coenosia tumida ingår i släktet Coenosia och familjen husflugor. Inga underarter finns listade i Catalogue of Life.